# Et la vie continue (film, 1943)
Pour les articles homonymes, voir Et la vie continue.
Pour plus de détails, voir Fiche technique et Distribution.
Et la vie continue (The Human Comedy) est un film américain en noir et blanc réalisé par Clarence Brown, sorti en 1943.

## Synopsis
En voix off, un père de famille décédé depuis deux ans, Matthew Macauley, présente aux spectateurs sa famille qui vit dans une petite ville de Californie en temps de guerre : son plus jeune fils, Ulysses, son fils adolescent Homer ; son fils aîné, Marcus, soldat envoyé en Europe, sa fille Bess, et sa femme. Homer travaille au bureau du télégraphe comme courrier après les cours au lycée ; il est chargé de délivrer des télégrammes de l’armée annonçant la mort de soldats.
Le film montre des tranches de vie des membres de cette famille, de leurs amis, de leurs voisins, et les effets que produit la guerre sur tout ce monde, effets amusants, sentimentaux ou graves.

## Fiche technique
- Titre : Et la vie continue
- Titre original : The Human Comedy
- Réalisation : Clarence Brown
- Scénario : Howard Estabrook, d'après le roman The Human Comedy (novel) (en) de William Saroyan (1943)
- Musique : Herbert Stothart
- Direction artistique : Cedric Gibbons et Paul Groesse
- Décors de plateau : Edwin B. Willis et Hugh Hunt
- Photographie : Harry Stradling Sr.
- Montage : Conrad A. Nervig
- Producteur : Clarence Brown
- Société de production : Metro-Goldwyn-Mayer
- Société de distribution : Loew's, Inc
- Pays de production :  États-Unis
- Langue d'origine : anglais américain
- Format : noir et blanc — 35 mm — 1,37:1 — son : mono

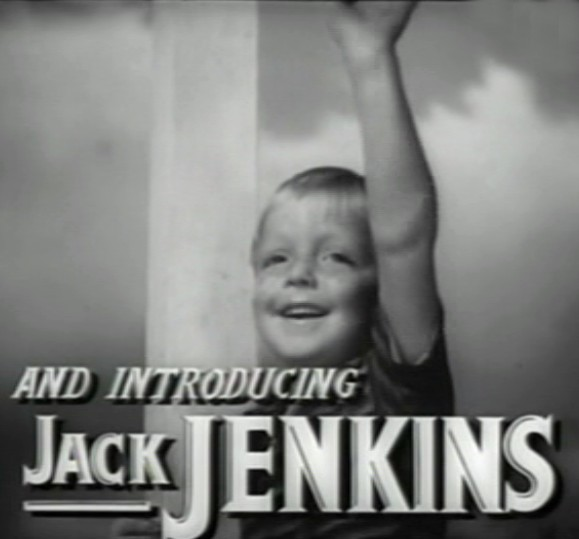
Jack Jenkins dans le générique du film.

- Genre : Drame psychologique
- Durée : 118 minutes
- Dates de sortie :
  - États-Unis : 2 mars 1943
  - France : 25 octobre 1944

## Distribution
- Mickey Rooney : Homer Macauley
- Frank Morgan : Willie Grogan
- James Craig : Tom Spangler
- Marsha Hunt : Diana Steed
- Fay Bainter : Mme Macauley
- Ray Collins : M. Macauley - fantôme
- Van Johnson : Marcus Macauley
- Donna Reed : Bess Macauley
- John Craven : Tobey George
- Henry O'Neill : M. Charles Steed
- Katharine Alexander : Mme Steed
- Ann Ayars : Mme Sandoval
- Mary Nash : Mlle Hicks
- Alan Baxter : Brad Stickman, l'homme malade télégraphiant pour l'argent
- Barry Nelson : 'Fat' / Norman, le 1er soldat poétique
- Clem Bevans : Henderson, le fermier aux abricots
- Jackie "Butch" Jenkins

Acteurs non crédités
- Lynne Carver : la fille Beaufrere
- Clancy Cooper : le sergent du mess
- Albert Conti : un client
- Frank Craven : un homme au bistrot
- Byron Foulger : M. Blenton
- Mary Servoss : Mme Beaufrere
- Ernest Whitman : un homme dans le train

## Commentaires
Le film a été un succès à sa sortie. Il a remporté l'Oscar de la meilleure histoire originale (scenario de William Saroyan), et l'acteur Mickey Rooney a été nommé pour l'Oscar du Meilleur acteur pour sa performance aux antipodes de ses rôles habituels. En effet, il joue ici tout en retenue et en finesse, lui d’ordinaire volubile et extravagant dans ses autres films.